# Saroma
Saroma (japonsky サロマ湖, [Saroma-ko]) je jezero s brakickou vodou v prefektuře Hokkaidó na ostrově Hokkaidó v Japonsku. Nachází se na území obcí Kitami, Saroma a Jubecu v národním parku Abaširi Quasi. Má rozlohu 151,9 km² a je tak největší na ostrově a třetí největší v Japonsku. Dosahuje maximální hloubky 19,6 m.

## Název
Název pochází z ainského saruomahetsu a znamená místo, kde se roste mnoho traviny ozdobnice čínské ve formě rákosí.